# Сатноєнь
Сатноєнь, Сатноєні (рум. Satnoeni) — село у повіті Келераш в Румунії. Входить до складу комуни Дікісень.
Село розташоване на відстані 117 км на схід від Бухареста, 17 км на схід від Келераші, 86 км на захід від Констанци, 137 км на південь від Галаца.

## Населення
За даними перепису населення 2002 року у селі проживали 507 осіб, усі — румуни. Усі жителі села рідною мовою назвали румунську.